# エンドピン

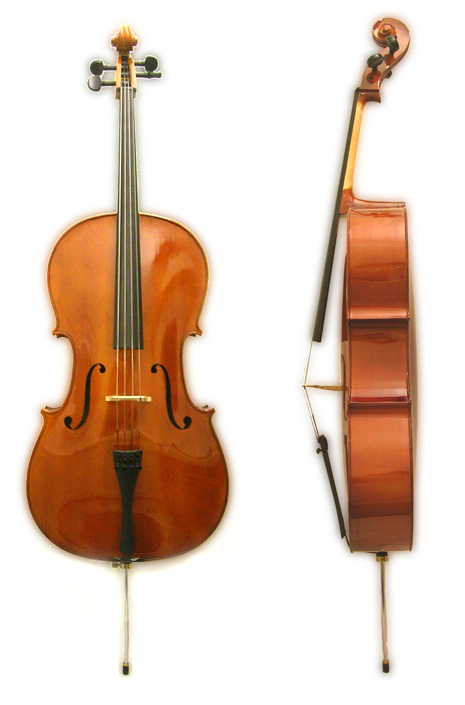
チェロ：エンドピンを伸ばして演奏する楽器の例

エンドピン（英語:spike）は、チェロやコントラバス、バスクラリネット等の大型の楽器の底部にある、床に立てて楽器を支える棒状の部品である。それが無い（用いられない）小型の楽器でも、底部にある留め具のことをエンドピンと呼ぶものもある。

## 大型楽器におけるエンドピン
エンドピンと言えば通常は大型の楽器において、床に突き立てて楽器を支える金属製の棒を指す。伸縮可能であり、演奏者の身長（座高）などに合わせて調節する。チェロやコントラバスなどではエンドピンの全体を楽器の内部に収納できる。
エンドピンは楽器を支えるほか、振動を床に伝えて響きを増幅させるという役割を持つ。床に突き立てるという特性上、先端が尖っているものが多いが、コントラバスのエンドピンの中には丸くなっているものも存在する。この場合は滑り止めのためにゴム製のキャップを装着する。またチェロなどの尖ったエンドピンは床を傷つけてしまうが、これもキャップを用いるか、もしくは専用のストッパー等を床に置き、その上にエンドピンを突き立てることで回避できる。しかしキャップやストッパー等を用いた場合、床に振動を伝えることで得られる響きは減少する。また、楽器の重さにより、キャップと床で摩擦が生じた場合、床は傷つき、汚れてしまう。だから、キャップを使う場合は扱いに気をつける必要がある。
エンドピンを用いる弦楽器としてはチェロ、コントラバス、マンドローネ、ギタロンなどが、木管楽器ではコントラファゴット、バスクラリネットが挙げられる。
チェロのエンドピンは通常底面に垂直に刺さった直線状の金属棒であるが、ポール・トルトゥリエは途中で曲がった「トルトゥリエ・エンドピン」を発明した。これを用いると、チェロを通常よりも水平に傾けて演奏することができる。普及したとまでは言えないが、しばしば使用するチェリストが見受けられる。

## 小型楽器におけるエンドピン

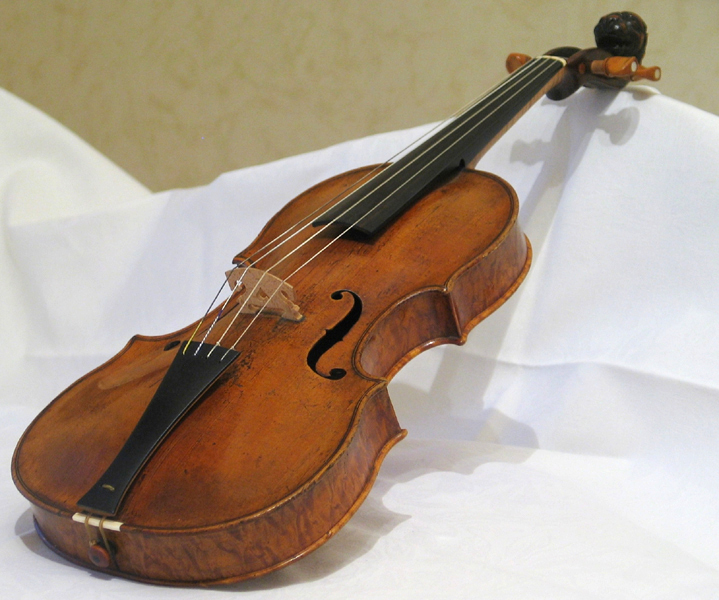
ヴァイオリン：手前にエンドピン（留め具）が確認できる

ヴァイオリンやヴィオラ、マンドリンなど小型の楽器においては、楽器の尾部に開けられた穴に挿して緒止め板（テールピース）を固定する木製の留め具をエンドピンと呼ぶ。